# Elecciones regionales de Ucayali de 2010
Las elecciones regionales de Ucayali de 2010 se llevaron a cabo el 3 de octubre de 2010 para elegir al gobernador regional, al vicegobernador regional y al Consejo Regional para el periodo 2011-2014. La elección se celebró simultáneamente con elecciones regionales y municipales (provinciales y distritales) en todo el Perú.
Como resultado de esta elección, Jorge Velásquez Portocarrero, candidato de Integrando Ucayali, obtuvo el 34.94% de votos válidos y resultó reelecto como presidente regional de Ucayali.

## Sistema electoral
El Gobierno Regional de Ucayali es el órgano administrativo y de gobierno del departamento de Ucayali. Está compuesto por el presidente regional, el vicepresidente regional y el Consejo Regional.
La votación se realiza en base al sufragio universal, que comprende a todos los ciudadanos nacionales mayores de dieciocho años, empadronados y residentes en el departamento de Ucayali y en pleno goce de sus derechos políticos.
El presidente y vicepresidente regional son elegidos por sufragio directo. Para que un candidato sea proclamado ganador debe obtener no menos de 30 % de votos válidos. En caso ningún candidato logre ese porcentaje en la primera vuelta electoral, los dos candidatos más votados participan en una segunda vuelta o balotaje.
El Consejo Regional de Ucayali está compuesto por 8 consejeros elegidos por sufragio directo para un período de cuatro (4) años. Cada provincia del departamento de Ucayali constituye una circunscripción electoral. La votación es por lista cerrada y bloqueada. Se asigna a la lista ganadora los escaños según el método d'Hondt. La distribución y el número de consejeros regionales es la siguiente:
| Circunscripción    | Escaños |
| ------------------ | ------- |
| Coronel Portillo   | 5       |
| Atalaya            | 2       |
| Padre Abad y Purús | 1       |

## Composición del Consejo Regional de Ucayali
La siguiente tabla muestra la composición del Consejo Regional de Ucayali antes de las elecciones.
| Partidos | Partidos                     | Consejeros |
| -------- | ---------------------------- | ---------- |
|          | Integrando Ucayali           | 5          |
|          | Partido Nacionalista Peruano | 2          |

## Partidos y candidatos
A continuación se muestra una lista de los principales partidos y alianzas electorales que participaron en las elecciones:
| Candidatura | Candidatura | Partidos y alianzas                                                                                                  | Candidato | Candidato                    | Ideología                                                         | Resultado previo | Resultado previo | Ref.  |
| Candidatura | Candidatura | Partidos y alianzas                                                                                                  | Candidato | Candidato                    | Ideología                                                         | Votos (%)        | Con.             | Ref.  |
| ----------- | ----------- | --- | --------- | ---------------------------- | ----------------------------------------------------------------- | ---------------- | ---------------- | ----- |
|             | IU          | Lista - Integrando Ucayali (IU)                                                                                      |           | Jorge Velásquez Portocarrero | Regionalismo ucayalino                                            | 34.13%           | 5                | [ 2 ] |
|             | MAPU–BPU    | Lista - Compromiso Ucayalino (MAPU–BPU) – Movimiento Agrario Popular Ucayalino (MAPU) – Bloque Popular Ucayali (BPU) |           | Manuel Vásquez Valera        | Regionalismo ucayalino                                            | 8.79%            | 0                | [ 2 ] |
|             | PPC         | Lista - Partido Popular Cristiano (PPC)                                                                              |           | Wilson Castillo del Castillo | Democracia cristiana Conservadurismo social Liberalismo económico | Nuevo            | Nuevo            | [ 2 ] |
|             | F2011       | Lista - Fuerza 2011 (F2011)                                                                                          |           | Luis Mendoza Ayón            | Fujimorismo Conservadurismo social Populismo de derecha           | Nuevo            | Nuevo            | [ 2 ] |
|             | URF         | Lista - Ucayali Región con Futuro (URF)                                                                              |           | Edwin Vásquez López          | Regionalismo ucayalino                                            | Nuevo            | Nuevo            | [ 2 ] |
|             | TSU         | Lista - Todos Somos Ucayali (TSU)                                                                                    |           | Francisco Pezo Torres        | Regionalismo ucayalino                                            | Nuevo            | Nuevo            | [ 2 ] |
|             | MIINCA      | Lista - Movimiento de Integración Indígena y Campesino (MIINCA)                                                      |           | Robert Guimaraes Vásquez     | Regionalismo ucayalino                                            | Nuevo            | Nuevo            | [ 2 ] |

## Sondeos de opinión
Las siguientes tablas enumeran las estimaciones de la intención de voto en orden cronológico inverso, mostrando las más recientes primero y utilizando las fechas en las que se realizó el trabajo de campo de la encuesta. Cuando se desconocen las fechas del trabajo de campo, se proporciona la fecha de publicación.
Leyenda:
     Sondeo realizado en el periodo de prohibición legal de la difusión de sondeos de intención de voto.

### Intención de voto
La siguiente tabla enumera las estimaciones ponderadas (sin incluir votos en blanco y nulos) de la intención de voto.
|                                    |             |      |      |      |      |      |     |     |  |  |
| Elecciones regionales de 2010      | 3 oct 2010  | —    | 34.9 | 34.0 | 14.1 | 10.0 | 3.6 | 0.9 |  |  |
|                                    |             |      |      |      |      |      |     |     |  |  |
| Ipsos Apoyo/América                | 3 oct 2010  | ?    | 35.4 | 32.7 | –    | –    | –   | 2.7 |  |  |
| Universidad Particular de Pucallpa | 3 oct 2010  | ?    | 41.7 | 40.2 | –    | –    | –   | 1.5 |  |  |
| Universidad Nacional de Ucayali    | 30 ago 2010 | 1080 | 39.6 | 36.5 | 11.0 | –    | –   | 3.1 |  |  |

### Preferencias de voto
La siguiente tabla enumera las preferencias de voto en bruto (incluyendo blancos, viciados y sin respuesta) y no ponderadas.
|                                 |             |      |      |      |      |     |     |      |      |     |  |  |  |
| Elecciones regionales de 2010   | 3 oct 2010  | —    | 28.2 | 27.5 | 11.4 | 8.1 | 2.9 | 19.1 | –    | 0.7 |  |  |  |
|                                 |             |      |      |      |      |     |     |      |      |     |  |  |  |
| Universidad Nacional de Ucayali | 30 ago 2010 | 1080 | 31.7 | 29.2 | 8.8  | –   | –   | –    | 20.0 | 2.5 |  |  |  |

## Resultados

### Gobierno Regional de Ucayali
|                      | Jorge Velásquez Portocarrero | Integrando Ucayali (IU)                                 | 59,907  | 34.94 |  |  |
|                      | Francisco Pezo Torres        | Todos Somos Ucayali (TSU)                               | 58,323  | 34.01 |  |  |
|                      | Edwin Vásquez López          | Ucayali Región con Futuro (URF)                         | 24,109  | 14.06 |  |  |
|                      | Manuel Vásquez Valera        | Compromiso Ucayalino (MAPU–BPU)                         | 17,158  | 10.01 |  |  |
|                      | Luis Mendoza Ayón            | Fuerza 2011 (F2011)                                     | 6,242   | 3.64  |  |  |
|                      | Robert Guimaraes Vásquez     | Movimiento de Integración Indígena y Campesino (MIINCA) | 3,212   | 1.87  |  |  |
|                      | Wilson Castillo del Castillo | Partido Popular Cristiano (PPC)                         | 2,513   | 1.47  |  |  |
|                      |                              |                                                         |         |       |  |  |
| Total                | Total                        | Total                                                   | 171,464 |       |  |  |
|                      |                              |                                                         |         |       |  |  |
| Votos válidos        | Votos válidos                | Votos válidos                                           | 171,464 | 80.85 |  |  |
| Votos en blanco      | Votos en blanco              | Votos en blanco                                         | 20,444  | 9.64  |  |  |
| Votos nulos          | Votos nulos                  | Votos nulos                                             | 20,165  | 9.51  |  |  |
| Votos emitidos       | Votos emitidos               | Votos emitidos                                          | 212,073 | 80.76 |  |  |
| Abstenciones         | Abstenciones                 | Abstenciones                                            | 50,509  | 19.24 |  |  |
| Votantes registrados | Votantes registrados         | Votantes registrados                                    | 262,582 |       |  |  |
|                      |                              |                                                         |         |       |  |  |
| Fuente:              |                              |                                                         |         |       |  |  |

### Consejo Regional de Ucayali

#### Sumario general
|                        |                                                         |              |              |              |         |         |
| Partidos y coaliciones | Partidos y coaliciones                                  | Voto popular | Voto popular | Voto popular | Escaños | Escaños |
| Partidos y coaliciones | Partidos y coaliciones                                  | Votos        | %            | ±pp          | Total   | +/−     |
|                        | Integrando Ucayali (IU)                                 | 51,599       | 34.23        | +0.10        | 5       | ±0      |
|                        | Todos Somos Ucayali (TSU)                               | 47,630       | 31.60        | Nuevo        | 3       | +3      |
|                        | Ucayali Región con Futuro (URF)                         | 22,076       | 14.64        | Nuevo        | 1       | +1      |
|                        | Compromiso Ucayalino (MAPU–BPU)1                        | 15,610       | 10.36        | +1.57        | 0       | ±0      |
|                        | Fuerza 2011 (F2011)                                     | 7,069        | 4.69         | Nuevo        | 0       | ±0      |
|                        | Movimiento de Integración Indígena y Campesino (MIINCA) | 3,468        | 2.30         | Nuevo        | 0       | ±0      |
|                        | Partido Popular Cristiano (PPC)                         | 3,292        | 2.18         | Nuevo        | 0       | ±0      |
|                        |                                                         |              |              |              |         |         |
| Total                  | Total                                                   | 150,744      |              |              | 9       | +2      |
|                        |                                                         |              |              |              |         |         |
| Votos válidos          | Votos válidos                                           | 150,744      | 71.08        | –19.60       |         |         |
| Votos en blanco        | Votos en blanco                                         | 41,490       | 19.56        | +15.19       |         |         |
| Votos nulos            | Votos nulos                                             | 19,839       | 9.35         | +4.40        |         |         |
| Votos emitidos         | Votos emitidos                                          | 212,073      | 80.76        | –2.97        |         |         |
| Abstenciones           | Abstenciones                                            | 50,509       | 19.24        | +2.97        |         |         |
| Votantes registrados   | Votantes registrados                                    | 262,582      |              |              |         |         |
|                        |                                                         |              |              |              |         |         |
| Fuente:                |                                                         |              |              |              |         |         |

#### Resultados por provincia
| Provincia        | IU      | IU   | TSU  | TSU  | URF  | URF | CU   | CU   | F2011 | F2011 | MIINCA | MIINCA | PPC | PPC |   |
| Provincia        | %       | E    | %    | E    | %    | E   | %    | E    | %     | E     | %      | E      | %   | E   |   |
| ---------------- | ------- | ---- | ---- | ---- | ---- | --- | ---- | ---- | ----- | ----- | ------ | ------ | --- | --- | - |
| Provincia        | Atalaya | 38.0 | 1    | 30.2 | 1    | 9.4 | –    | 20.6 | –     | 0.5   | –      | 0.5    | –   | 0.9 | – |
| Coronel Portillo | 33.9    | 2    | 34.9 | 2    | 12.7 | 1   | 8.7  | –    | 4.9   | –     | 2.7    | –      | 2.2 | –   |   |
| Padre Abad       | 33.6    | 1    | 9.5  | –    | 31.5 | –   | 15.2 | –    | 6.3   | –     | 0.8    | –      | 3.1 | –   |   |
| Purús            | 36.8    | 1    | 35.8 | –    | 21.0 | –   | 5.1  | –    | 0.1   | –     | 0.2    | –      | 1.0 | –   |   |
| Total            | 34.2    | 5    | 31.6 | 3    | 14.6 | 1   | 10.4 | –    | 4.7   | –     | 2.3    | –      | 2.2 | –   |   |

### Autoridades electas
| Cargo                                                | Autoridad electa | Autoridad electa             | Partido político | Partido político          |
| ---------------------------------------------------- | ---------------- | ---------------------------- | ---------------- | ------------------------- |
| Presidente Regional de Ucayali                       |                  | Jorge Velásquez Portocarrero |                  | Integrando Ucayali        |
| Vicepresidente Regional de Ucayali                   |                  | Carlos Henderson Lima        |                  | Integrando Ucayali        |
| Consejero Regional de Ucayali (por Atalaya)          |                  | Joel Bardales Martínez       |                  | Integrando Ucayali        |
| Consejero Regional de Ucayali (por Atalaya)          |                  | Celin Cushi Vásquez          |                  | Todos Somos Ucayali       |
| Consejero Regional de Ucayali (por Coronel Portillo) |                  | Rómulo Bonilla Pomachari     |                  | Todos Somos Ucayali       |
| Consejero Regional de Ucayali (por Coronel Portillo) |                  | Manuel Poblete Vega          |                  | Todos Somos Ucayali       |
| Consejero Regional de Ucayali (por Coronel Portillo) |                  | Armando Leveau Bartra        |                  | Integrando Ucayali        |
| Consejera Regional de Ucayali (por Coronel Portillo) |                  | Indira Urcía Arevalo         |                  | Integrando Ucayali        |
| Consejero Regional de Ucayali (por Coronel Portillo) |                  | Nilo Maguiña Vásquez         |                  | Ucayali Región con Futuro |
| Consejero Regional de Ucayali (por Padre Abad)       |                  | Edwin Acho Chávez            |                  | Integrando Ucayali        |
| Consejera Regional de Ucayali (por Purús)            |                  | María Pérez Ríos             |                  | Integrando Ucayali        |

## Repercusiones
El 5 de octubre de 2010, 300 simpatizantes de Todos Somos Ucayali rechazaron los resultados por un supuesto fraude electoral. Esto causó revueltas en Aguaytía, donde ocuparon el edificio de la municipalidad provincial de Atalaya con el objetivo de anular las elecciones en distrito de Curimaná. Después de varias horas, la Policía Nacional controló la situación, teniendo como resultado tres personas resultaron heridas con golpes de piedras y palos, producto del enfrentamiento con las autoridades.
Un personero legal de Integrando Ucayali denunció que Todos Somos Ucayali tenía una capacidad violenta. Frente a esa situación, se convocó a una marcha en contra del supuesto fraude electoral.